# Auf dem Predigtstuhl
Auf dem Predigtstuhl ist ein Ortsteil von Bad Reichenhall im Landkreis Berchtesgadener Land.

## Geographie
Der jüngste und höchstgelegene Ortsteil von Bad Reichenhall umfasst lediglich die zwei Flurstücke 903/2 und 903/5 der Gemarkung Bad Reichenhall mit Bergstation und angeschlossenem Hotel und Restaurant der Predigtstuhlbahn. Der  Ortsteil mit einer Fläche von 0,92 ha liegt rund 200 Meter Luftlinie nordwestlich und 30 Meter unterhalb des Predigtstuhls auf einer Höhe von 1583 m ü. NHN.

## Geschichte
Im Rahmen der Sanierung des über einen längeren Zeitraum ungenutzten Hotels der Predigtstuhlbahn durch den neuen Eigentümer sollte auch die bisherige Klärgrube stillgelegt und Bergstation mit Hotel und Restaurant sowie die Berggaststätte in der Schlegelmulde an die öffentliche Kanalisation angeschlossen werden. Die Schaffung des neuen Ortsteils wurde auch durch den Miteigentümer der Betreibergesellschaft, den Unternehmer Max Aicher vorangetrieben, denn neu anzulegende Kanäle sind nur dann förderfähig, wenn diese sich innerhalb eines Ortsteils befinden oder wenn mit ihnen ein eigenständiger Ortsteil erschlossen wird.
Der erste Antrag vom 29. Juli 2014 beim Landratsamt Berchtesgadener Land auf eine Ortsteilwidmung des Geländes wurde am 18. September 2014 abschlägig beschieden, da ein Ortsteil unter anderem voraussetzt, dass mindestens ein Anwohner gemeldet ist. Es wurde aber darauf hingewiesen, dass ein mit dortigem Wohnsitz gemeldeter Betriebsleiter diese Voraussetzung bereits erfüllen würde. Einem späteren Antrag auf Ortsteilwidmung wurde stattgegeben, und nach der Erteilung des Ortsteilnamens durch Bescheid des Landratsamts vom 15. Dezember 2014 wurde dies im Bayerischen Staatsanzeiger vom 2. Januar 2015 offiziell bekanntgegeben. Ein Ortsschild ist nicht vorgesehen und als Adresse wird ausschließlich die der Talstation am Südtiroler Platz 1 genutzt.
Das Restaurant ist wieder in Betrieb, zur Inbetriebnahme des Kanals am 6. September 2017 war das Hotel jedoch weiterhin geschlossen. Von den etwa zwei Millionen Euro Baukosten für den Kanal erhielten die Betreiber Zuschüsse öffentlicher Mittel in Höhe von 800.000 Euro.